# Zephyr
 'Zephyr'  é um Sistema operacional de tempo-real   com foco em dispositivos conectados e com recursos limitados suportando  múltiplas arquiteturas e liberado sob a Licença Apache 2.0. originalmente desenvolvido como Rocket usando kernel Wind River Systems para dispositivos Internet das Coisas , Zephyr tornou-se um projeto da Fundação Linux em fevereiro de 2016.